# Mreža geoparkov Evrope
Evropski geoparki, znani tudi kot EGN, je nadnacionalno partnerstvo geoparkov po Evropi, nastalo v letu 2000, da zagotovi vzajemno podporo obstoječim in potencialnim geoparkom po vsej celini. Sporazum iz Madonie leta 2004 je predvidel, da so bili prav vsi geoparki, ki jih je družba EGN priznala, člani UNESCO Global Network National Geoparks, včasih označeni kot GGN.
EGN je bila ustanovljena leta 2000 z le štirimi geoparki. Zrasla je do te mere, da je imela do novembra 2014 že 64 geoparkov v 22 državah po vsej Evropi. Geoparki članice EGN imajo za cilj doseči trajnostno gospodarsko rast v svojih območjih, tako da je večina njihove kulturne, geološke in širše naravne dediščine dopolnjena z razvojem geo-turizma.
Člani Mreže se srečujejo na različnih prizoriščih Geoparkov dvakrat letno in razpravljajo o vprašanjih skupnega interesa, izvolijo nov geopark države in ponovno preveri obstoječe člane. Na začetku vsakega poletja EGN tudi spodbuja Evropski teden geoparkov - praznovanje geoparkov po Evropi, v posameznih geoparkih imajo celo štirinajst dnevno praznovanje. 

## Seznam članov mreže geoparkov
Stanje 8. november 2014:
| Ime geoparka                                           | Regija/dežela                              | Država               |
| ------------------------------------------------------ | ------------------------------------------ | -------------------- |
| Geopark Adamello Brenta                                | Lombardija                                 | Italija              |
| Geopark Apuan Alps                                     | Toskana                                    | Italija              |
| Geopark Arouca                                         | Severna regija                             | Portugalska          |
| Geopark Azori                                          | Azori                                      | Portugalska          |
| Geopark Bakony-Balaton                                 | Centralna Transdanubia                     | Madžarska            |
| Geopark Basque Coast                                   | Baskija                                    | Španija              |
| Geopark Bauges                                         | Auvergne-Rhône-Alpes                       | Francija             |
| Geopark Beigua                                         | Ligurija                                   | Italija              |
| Geopark Bergstrasse Odenwald                           | Hesen, Baden-Württemberg in Bavarska       | Nemčija              |
| Geopark Bohemian Paradise                              | Severna Češka                              | Češka                |
| Geopark Carnic Alps                                    | Avstrijska Koroška                         | Avstrija             |
| Geopark Chablais                                       | Auvergne-Rhône-Alpes                       | Francija             |
| Burren and Cliffs of Moher Geopark                     | Munster                                    | Irska                |
| Cabo de Gata-Níjar Natural Park                        | Andaluzija                                 | Španija              |
| Central Catalunya Geopark                              | Katalonija                                 | Španija              |
| Geopark Chelmos-Vouraikos                              | Peloponez                                  | Grčija               |
| Geopark Cilento and Vallo di Diano                     | Kampanja                                   | Italija              |
| Geopark Copper Coast                                   | Munster                                    | Irska                |
| El Hierro                                              | Kanarski otoki                             | Španija              |
| English Riviera Geopark                                | Anglija                                    | Združeno kraljestvo  |
| Ertz der Alpen                                         | Salzburg                                   | Avstrija             |
| Geopark Fforest Fawr                                   | Wales                                      | Združeno kraljestvo  |
| Geopark Gea Norvegica                                  | Østlandet                                  | Norveška             |
| Geological Mining Park of Sardinia                     | Sardinija                                  | Italija              |
| Geopark GeoMôn                                         | Wales                                      | Združeno kraljestvo  |
| Harz – Braunschweig Land – Eastphalia National Geopark | Spodnja Saška, Turingija in Saška - Anhalt | Nemčija              |
| Hațeg Country Dinosaurs Geopark                        | Transilvanija                              | Romunija             |
| Geopark Hondsrug                                       | Drenthe                                    | Nizozemska           |
| Geopark Idrija                                         | Primorska                                  | Slovenija            |
| Geopark Karavanke                                      | Štajerska, Avstrija in Slovenija           | Slovenija, Avstrija  |
| Geopark Katla                                          | Suðurland                                  | Islandija            |
| Geopark Kula                                           | Egej                                       | Turčija              |
| Geopark Lesvos                                         | Severnoegejski otoki                       | Grčija               |
| Geopark Madonie                                        | Sicilija                                   | Italija              |
| Geopark Maestrazgo                                     | Aragonija                                  | Španija              |
| Geopark Magma                                          | Vestlandet in Sørlandet                    | Norveška             |
| Marble Arch Caves Global Geopark                       | Ulster (grofiji Fermanagh in Cavan)        | Severna Irska, Irska |
| Geopark Molino in Alto Tajo                            | Kastilija - Manča                          | Španija              |
| Monts d'Ardèche                                        | Auvergne-Rhône-Alpes                       | Francija             |
| Geopark Muskau Arch                                    | Brandenburg, Saška in Lubuško vojvodstvo   | Nemčija, Poljska     |
| Geopark Naturtejo                                      | Centralna regija Portugalske               | Portugalska          |
| Geopark North Pennines AONB                            | Anglija                                    | Združeno kraljestvo  |
| Geopark North West Highlands                           | Škotsko višavje                            | Združeno kraljestvo  |
| Geopark Novohrad – Nógrád                              | Nógrád                                     | Madžarska, Slovaška  |
| Odsherred                                              | Zealand                                    | Danska               |
| Geopark Papuk                                          | Slavonija                                  | Hrvaška              |
| Parc naturel régional du Luberon                       | Provansa-Alpe-Azurna obala                 | Francija             |
| Geopark Psiloritis                                     | Kreta                                      | Grčija               |
| Reserve Geologique de Haute Provence                   | Provansa                                   | Francija             |
| Geopark Rocca di Cerere                                | Sicilija                                   | Italija              |
| Geopark Rokua                                          | Ostrobotnija                               | Finska               |
| Geopark Sesia-Val Grande                               | Piemont                                    | Italija              |
| Geopark Shetland                                       | Škotska                                    | Združeno kraljestvo  |
| Geopark Sierra Norte de Sevilla                        | Andaluzija                                 | Španija              |
| Geopark Sobrarbe                                       | Aragonija                                  | Španija              |
| Geopark Styrian Eisenwurzen                            | Štajerska                                  | Avstrija             |
| Geopark Subbeticas                                     | Andaluzija                                 | Španija              |
| Geopark Swabian Alb                                    | Baden-Württemberg                          | Nemčija              |
| Geopark Terra.Vita                                     | Spodnja Saška in Porenje - Pfalška         | Nemčija              |
| Terras de Cavaleiros                                   | Trás-os-Montes                             | Portugalska          |
| Geopark Troodos Mountains                              |                                            | Ciper                |
| Tuscan Mining Park                                     | Toskana                                    | Italija              |
| Geopark Vikos-Aoos                                     | Zahodna Makedonija in Epir                 | Grčija               |
| Villuercas-Ibores-Jara                                 | Extremadura                                | Španija              |
| Geopark Vulkaneifel                                    | Porenje - Pfalška                          | Nemčija              |

## Bivše članice EGN
(stanje 23. november 2011):
- Abberley and Malvern Hills Geopark (Anglija, VB)
- Astrobleme, Rochechouart (Francija)
- Kamptal Geopark (Avstrija)
- Lochaber Geopark (Škotska, VB)[3]
- Mecklenburg Ice-age Landscape Geopark (Nemčija)